# Magnetometr wibracyjny

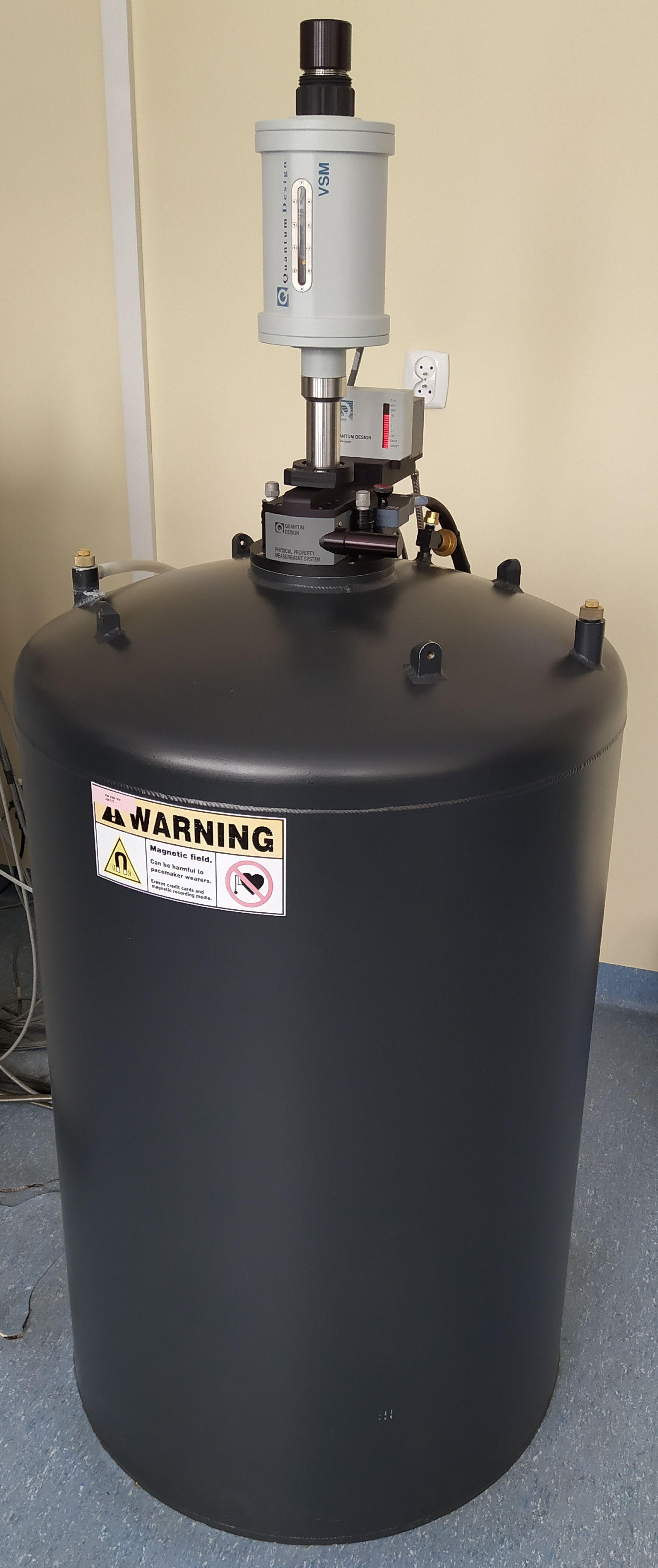
Urządzenie pomiarowe PPMS firmy Quantum Design wyposażone w magnetometr z wibrującą próbką znajdujące się w Instytucie Fizyki Molekularnej PAN w Poznaniu

Magnetometr wibracyjny (ang. Vibrating Sample Magnetometer (VSM)) – urządzenie pomiarowe, magnetometr, służące do badania właściwości magnetycznych danych substancji. Zasada działania oparta jest na zjawisku indukcji magnetycznej. Magnetometr mierzy namagnesowanie próbki, która drga w jednorodnym zewnętrznym polu magnetycznym.

## Zasada działania
Zmienny w czasie strumień magnetyczny, wytwarzany przez wibrującą próbkę powoduje indukowanie się siły elektromotorycznej, proporcjonalnej do momentu magnetycznego próbki oraz do parametrów charakteryzujących jej ruch (amplituda i częstotliwość drgań). W ogólności wartość indukowanego napięcia w cewkach odbiorczych można zapisać w postaci równania:
{\displaystyle V=-2{\pi }fCMAsin(2{\pi }ft)}
gdzie:
{\displaystyle f} – częstotliwość drgań próbki,
{\displaystyle A} – amplituda drgań próbki,
{\displaystyle t} – czas,
{\displaystyle M} – namagnesowanie próbki,
{\displaystyle C} – stała.
Czułość magnetometru wibracyjnego jest na poziomie 10−5 – 10−6emu. Zastosowanie SQUID pozwala zwiększyć czułość o rząd wielkości. Przeważnie próbka drga z częstotliwością kilku-kilkudziesięciu herców. Amplituda drgań jest na poziomie kilku-kilkudziesięciu milimetrów.
Do wprawienia próbki w ruch używa się różnych rozwiązań, elementem wykonawczym (aktuatorem) może być:
- piezoelement,
- silnik elektryczny (obrotowy lub liniowy),
- głośnik (w starszych konstrukcjach).

Do wytworzenia zewnętrznego pola magnetycznego wykorzystuje się cewki indukcyjne (pole ok. 1.5T) lub elektromagnesy nadprzewodzące (pole do 14T).